# Jenny McCauley
Jenny McCauley (Dublin, 18 juli 1974) is een wielrenster en mountainbikester uit Ierland.
Op de Olympische Zomerspelen van Athene in 2004 reed McCauley de cross-country bij het onderdeel mountainbike. Ze finishte als 23e.
In 2008 werd McCauley zesde bij de nationale wegkampioenschappen van Ierland.